# Martin Guddat
Martin Guddat (* 31. Juli 1943 in Berlin) ist ein deutscher Jurist, Ministerialbeamter und Autor.

## Leben
Guddat studierte nach dem Abitur Rechtswissenschaften an der Freien Universität Berlin und der Universität Lausanne. Nach dem Ersten juristischen Staatsexamen absolvierte er sein Referendariat in Berlin und an der Verwaltungshochschule Speyer. 1972 wurde er im Fachbereich Rechtswissenschaften an der FU Berlin mit der Dissertation Die Entwicklung der Strandungs-, Bruch- und Schiedsgerichtsklausel in der Seeversicherung zum Dr. jur. promoviert.
Danach wurde er Referent beim Bundesamt für Wehrtechnik und Beschaffung (BWB) in Koblenz. Später war er in der Haushalts- und der Rüstungsabteilung des Bundesministeriums der Verteidigung (BMVg) in Bonn tätig. Von 1982 bis 1993 war er Referatsleiter im Bundeskanzleramt in Bonn. Im Anschluss daran wurde er Vizepräsident des BWB. Ab 1996 war er Abteilungsleiter Rüstung im BMVg. 1998 wurde er in den einstweiligen Ruhestand versetzt. Er ist Reserveoffizier (Oberleutnant) der Luftwaffe.
Guddat veröffentlichte mehrere militärhistorische Werke beim Verlag E.S. Mittler & Sohn.

## Schriften (Auswahl)
- Grenadiere, Musketiere, Füsiliere. Die Infanterie Friedrichs des Grossen. Mittler, Herford u. a. 1986, ISBN 3-8132-0237-2.
- Kürassiere, Dragoner, Husaren. Die Kavallerie Friedrichs des Grossen. Mittler, Herford u. a. 1989, ISBN 3-8132-0324-7.
- Kanoniere, Bombardiere, Pontoniere. Die Artillerie Friedrichs des Grossen. Mittler, Herford u. a. 1992, ISBN 3-8132-0383-2.
- Handbuch zur preußischen Militärgeschichte 1701–1786. Mittler, Hamburg u. a. 2001, ISBN 3-8132-0732-3.
- Des Königs treuer Diener. Als Soldat unter Friedrich dem Großen. Mittler, Hamburg u. a. 2006, ISBN 978-3-8132-0862-7.